# Ballettstiefel

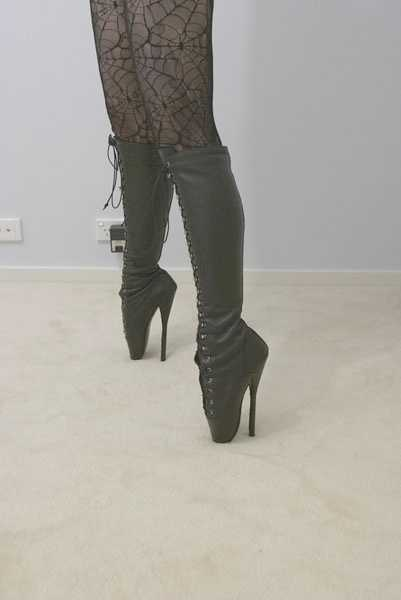

## Beschreibung und Definition
Ballettstiefel (auch: Ballet Heels, Ballet Boots, Ballet Shoes) zählen zu den Fetischschuhen. Ab einem Absatz von ca. 14 cm werden Schuhe so genannt. Es handelt sich dabei um Schuhe und Stiefel, bei denen die Höhe des Absatzes in etwa der Fußlänge entspricht. Ballettstiefel in Schuhgröße 42 haben deshalb eine Absatzhöhe von etwa 22 Zentimeter und einen Absatz, der in etwa der Höhe des Fußes entspricht, was eine maximale Streckung des Fußes bedingt.
Ballettstiefel sind als offene, geschlossene Modelle, mit oder ohne Schnürung, in Stiefel– und Stiefelettenform, als Overknee Heels, in Riemchenpumps-Art und weiteren Modellen verfügbar. Das Obermaterial besteht meist aus Lackleder oder Glattleder. Die Vorderkappe ist ausgepolstert. Auf der Schuhinnenseite, ausgehend vom Vorderblatt, ist meist ein Reißverschluss angebracht, der den Einstieg erleichtert. Über dem Spann und dem Schienbein ist üblicherweise eine Schnürung mit schwarzen Rundsenkeln vorhanden. Den Vorlieben seiner Rezipienten entsprechend ist manchmal noch eine Verschlussvorrichtung am oberen Schaftende mit Vorhängeschloss installiert. Der Fuß des Trägers oder der Trägerin ruht, wie bei Spitzentanz-Schuhen im Ballett, auf den Spitzen der Zehen. Dies entspricht der Fußhaltung beim Spitzentanz im Ballett und hat den Ballettschuhen/-stiefeln ihren Namen gegeben. Je nach Schaftform lastet das Gewicht des Trägers/der Trägerin nicht nur auf den Zehenspitzen, sondern wird auf den Fuß verteilt. Wesentliche Unterscheidungsmerkmale verschiedener Modelle sind die Länge des Schafts (der bis zum Schritt hochreichen kann) und die Form der Schuhspitze. 
Ballettstiefel sind nicht zu verwechseln mit den beim Ballett üblichen Schläppchen und Spitzenschuhen.

## Verwendung und Vertrieb
Ballettstiefel stehen in der Tradition des Füßebindens, das in historischer Zeit in China verbreitet war. Dies hatte häufig erotische Funktion, da infolge von Fußdeformationen die Frau nicht mehr richtig gehen konnte.
Bedeutung hat diese Fußbekleidung heutzutage in der Fetisch-, High-Heels- und Bondage-Szene. Sie findet hier als Bestandteil des erotischen Rollenspiels Verwendung in fetischistischen oder masochistischen Begegnungen. Längeres Stehen oder Gehen ist mit solchen Schuhen wegen der maximalen Streckstellung des Fußes nicht möglich und birgt zudem Verletzungsgefahr. Ungeübte Personen verspüren in Ballettstiefeln Schmerzen in Fuß und Wade. 